# 耿湋
耿湋（736年—787年），字洪源，河東人，唐代詩人。大歷十才子之一。

## 生平
開元二十四年（736年）出生。寶應二年（763年）進士，授任左卫率府仓曹参军，廣德二年（764年）前後，因第五琦推荐为周至縣尉，與古之奇友好。
大曆八年（773年），奉使江南检括圖書。此行在浙江还曾与严维、秦系等诗人唱酬。 約大曆十一年（776年）歸朝。王缙荐擢左拾遺。任大理司法。
大曆十二年（777年）坐元载、王缙事贬為许州司倉参军；量移郑州司倉参军。建中三年（782年），在河中府任兵曹参军；后又轉京兆府功曹参军，貞元三年（787年）十一月，卒於任上，享年五十有二。

## 文学成就
工於詩，与当时的文人如卢纶、司空曙等人关系密切，常有诗文唱和。作品多反映出安史之亂後，長年战乱的荒涼情景，如：“日暮黄云合，年深白骨稀。”儘管在朝為官，耿氏也一再提到贫病交迫，如“贫病催年齿，风尘掩姓名”，“贫病休何日，艰难过此身。”作品於後世影響深遠。有詩集二卷。